# 101 a.C.

## Eventos
- Caio Mário, pela quinta vez, e Mânio Aquílio, cônsules romanos.[1][2]
- Termina a Segunda Guerra Servil:
  - Aquílio, o cônsul, é enviado contra os renegados da Sicília, que haviam feito Atenião seu rei, após a morte de Trifão. Aquílio se portou com bravura, e lutou pessoalmente contra o rei Atenião, que, após capturado, foi feito em pedaços pelos soldados.[2]
- Termina a Guerra Címbrica:
  - Caio Mário se junta às forças de Quinto Lutácio Cátulo e os exércitos romanos derrotam definitivamente os cimbros na Batalha de Vercelas.

- Ptolemeu Látiro retorna de Gaza para Chipre, e sua mãe Cleópatra para o Egito. Alexandre, filho mais novo de Cleópatra, vendo o tratamento duro que sua mãe havia dado a Látiro, foge de Chipre, preferindo uma vida tranquila aos riscos da vida de um rei. Cleópatra, temendo que Látiro, seu filho mais velho, conseguisse a ajuda de Antíoco de Cízico para recuperar o Egito, envia ajuda a Antíoco Gripo, junto de Selene, esposa de Látiro, para que Gripo se case com Selene. Cleópatra envia embaixadores e chama Alexandre de volta ao reino. As ações de Cleópatra causaram mais uma guerra civil na Síria.[2]